# Mary Berry
Mary-Rosa Alleyne Berry (Bath, Somerset, 24 de marzo de 1935) es una escritora gastronómica y presentadora de televisión inglesa. Ha publicado más de setenta libros de cocina y ha conducido diversos programas de televisión para BBC y Thames Television. Desde 2010, es juez en el programa de repostería The Great British Bake Off. Fue nombrada comendadora de la Orden del Imperio Británico en 2012.

## Biografía
Mary Berry nació el 24 de marzo de 1935 en la ciudad inglesa de Bath. Es la segunda de tres hijos. Su padre, Alleyne W. S. Berry, fue agrimensor y urbanista quien fuera alcalde de Bath en 1952, estuvo muy involucrado en la fundación de la Universidad de Bath. Su madre, Marjorie Berry, fue ama de casa y ocasionalmente ayudaba a su marido con la contabilidad. A los catorce años, Berry contrajo poliomielitis y estuvo internada en el hospital por tres meses. Como consecuencia, tiene escoliosis, debilidad en su mano izquierda y su brazo derecho es más delgado.
Berry asistió a la escuela secundaria Bath High School. Creía que sus habilidades académicas eran "desastrosas", hasta que tomó clases de Economía doméstica con una profesora llamada Date, quien la alentó a desarrollar sus habilidades como cocinera. Posteriormente realizó un curso de hostelería en el Bath College of Domestic Science.

## Publicaciones
Berry ha publicado más de setenta libros de cocina. The Hamlyn All Colour Cookbook fue su primer libro publicado en 1970, realizado en colaboración con Ann Body y Audrey Ellis.
- The Hamlyn All Colour Cook Book (1970)
- Mary Berry's Cook Book (1971)
- Popular Freezer Cookery (1972)
- Popular French Cookery (1972)
- Good Afternoon Cookbook (1976)
- One Pot Cookink (1978)
- Mary Berry's Family Recipes (1979)
- Television Cook Book (1979)
- Glorious Puds (1980)
- Mary Berry's Home Cooking (1980)
- Cooking with Cheese (1980)
- Day by Day Cooking (1981)
- Mary Berry's Main Course (1981)
- New Book of Meat Cookery (1981)
- Recipes from Home and Abroad (1981)
- Fruit Fare (1982)
- Mary Berry's Country Cooking (1982)
- The Perfect Sunday Lunch (1982)
- Crockery Cookery (1983)
- Cooking at Home (1983)
- Food as Presents (1983)
- Mary Berry's Complete Television Cook Book (1983)
- Fast Deserts (1983)
- Family Cooking (1984)
- Iceland Guide to Cooking from Your Freezer (1985)
- Mary Berry's Kitchen Wisdom (1985)
- Feed Your Family the Healthier Way (1985)
- New Freezer Cook Book (1985)
- Cooking for Celebrations (1986)
- Mary Berry's Desserts and Confections (1991)
- Mary Berry's Complete Cook Book (1995)
- Mary Berry's Baking Bible (2009)
- Mary Berry: At Home (2013)

## Reconocimientos
En 2012, Berry fue nombrada Comendadora de la Orden del Imperio Británico (CBE), por sus servicios en las artes culinarias. En julio de 2012, la Bath Spa University le otorgó un doctorado honoris causa por sus contribuciones a la gastronomía.

## Vida privada
Berry contrajo matrimonio con Paul Hunnings en 1966, un vendedor de libros antiguos retirado. Tuvieron tres hijos: Thomas, quien se convirtió en arboricultor, Annabel Bosher, compañera de negocios con Berry, y William, estudiante en el Bristol Polytechnic y muerto en un accidente automovilístico a los diecinueve años.